# Burg Fiľakovo
Die Burg Fiľakovo (deutsch Burg Fileck; slowakisch Fiľakovský hrad, ungarisch Fülek vára) ist die Ruine einer Höhenburg in der Südslowakei. Sie erstreckt sich auf einem vulkanischen Hügel fast im Herzen der Stadt Fiľakovo.

## Geschichte
Bereits im 12. Jahrhundert stand wohl auf dem Burgberg eine Burgstätte oder steinerne Burg. Zum ersten Mal erscheint die Burg 1242 in einer Urkunde, in der über das Überstehen der Burg während des Mongoleneinfalls 1241 berichtet wird. Die Burg hatte mehrere Besitzer, dazu gehörte anfangs das Geschlecht Kacsics sowie im frühen 14. Jahrhundert der Oligarch Matthäus Csák, der die Burg in den Jahren 1311–21 besaß. Danach war Burg Fileck für lange Zeit im Besitz der ungarischen Krone, bevor sie 1435 an das Geschlecht Perényi verpfändet wurde. 1483 wurde die Burg durch ein Heer unter Matthias Corvinus erobert. 1490 kommt sie in den Besitz des Kastellans Ráksai, dessen Tochter heiratet Ferenc Bebek, der als Mitgift die Burg erhielt.
Wegen der Nähe der türkischen Truppen nach der Schlacht bei Mohács ließen die Bebeks die Burg in eine Renaissance-Festung ausbauen. Beauftragt wurde der Italiener Alessandro de Vedano. Trotz dieses Ausbaus konnten die Türken die Burg 1554 leicht für sich einnehmen. Danach wurde sie zum Sitz des Sandschaks Filek, der sich über weite Teile der heutigen Südslowakei erstreckte. Erst 1593 konnte eine kaiserliche Armee die Burg zurückerobern. Im Zuge der anti-habsburgischen Aufstände und Türkenkriege ließ man die Burg oft erneuern (1602, 1604, 1608, 1609, 1613 und 1619). Dennoch konnten die Aufständischen von Stephan Bocskay nach den ersten zwei Erneuerungen die Burg erobern, und 1615 brannte sie zusammen mit der Stadt aus. Danach musste man mit dem Aufstand von Gabriel Bethlen in den Jahren 1621–1623 rechnen.

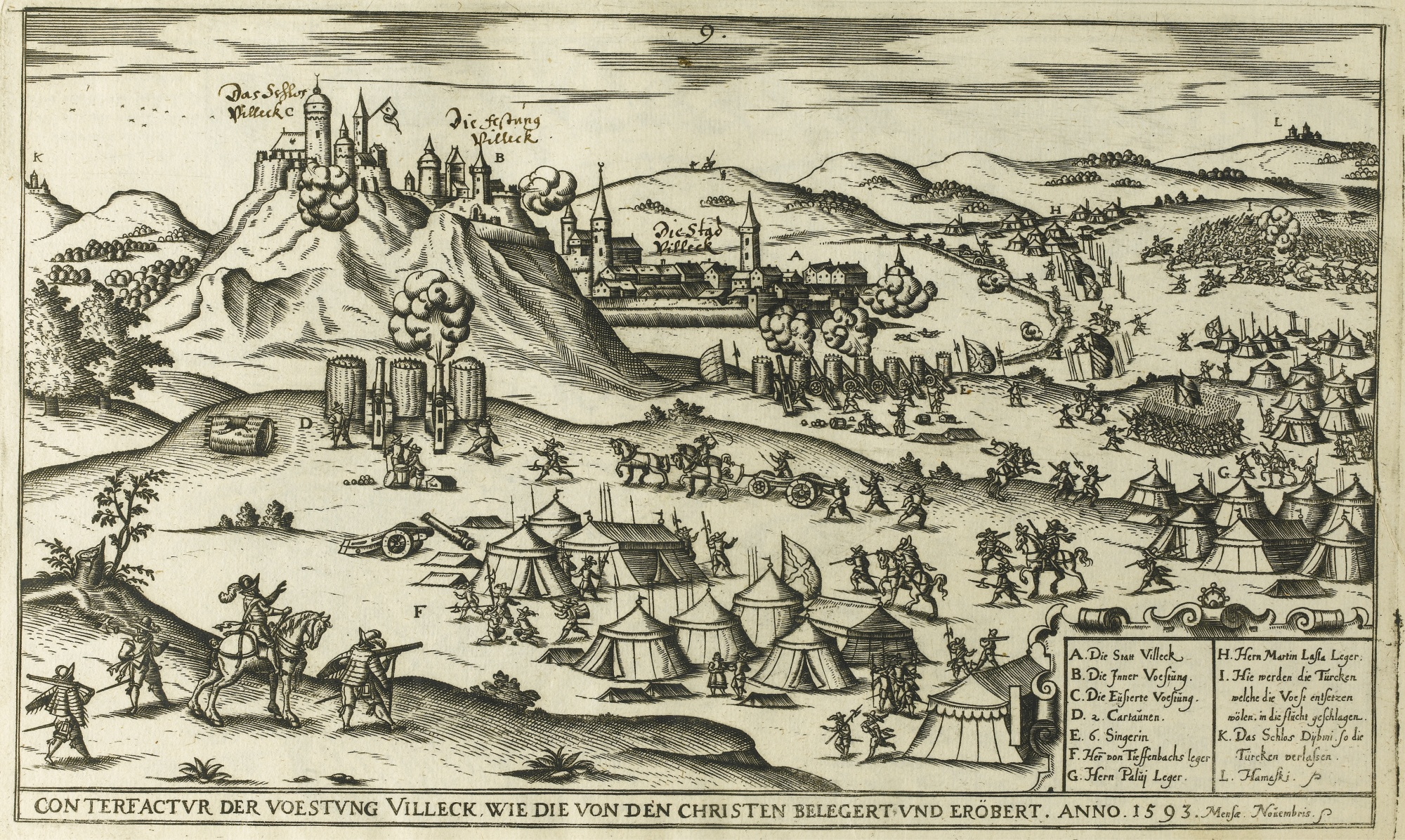
Eine Darstellung der Belagerung von 1593 (Abraham Ortelius)

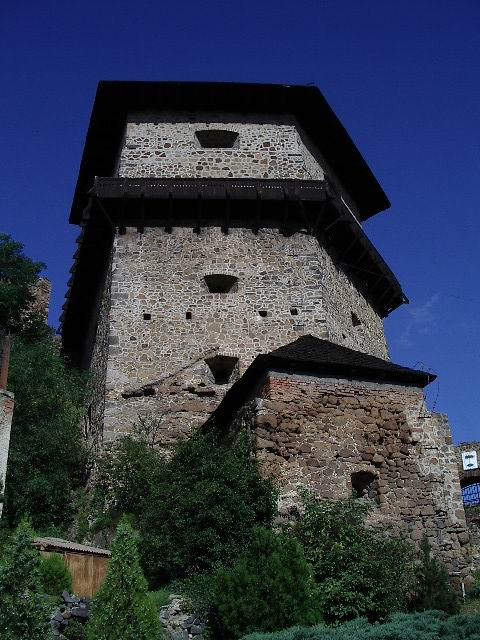
Blick auf einen Turm der Burg

Nach dem Aufstand von Georg I. Rákóczi marschierte die kaiserliche Armee in die Burg ein und legte eine Garnison an. Zu den bedeutenden Kommandanten gehörten István Koháry sowie István Koháry II., die erblich diese Funktionen ausübten. Der letztgenannte ließ 1672 die Mauern reparieren. Nachdem der erste Versuch der Aufständischen von Emmerich Thököly im Jahr 1678 gescheitert war, kam 1682 ein türkisches Heer zur Hilfe, das nach einer monatelangen Belagerung die Burg eroberte, die mit der Stadt in Mitleidenschaft gezogen wurde. Nach der vollständigen Zerstörung durch einen Brand erhob sich seither nur eine Ruine über der Stadt.
Seit 1972 wurde die Burganlage saniert. In der wiederhergestellten Bebek-Bastion ist eine Ausstellung der Stadt Fiľakovo untergebracht.